# St. Josef (Schillingstadt)
Die römisch-katholische Filialkirche St. Josef in Schillingstadt, einem Gemeindeteil von Ahorn im Main-Tauber-Kreis, wurde in der zweiten Hälfte des 18. Jahrhunderts errichtet und ist dem heiligen Josef geweiht.

## Geschichte
Die Kirche wurde im Jahre 1776 errichtet.
Die Schillingstadter Josefskirche ist eine Filialgemeinde der katholischen Kirchengemeinde Berolzheim und gehört zur Seelsorgeeinheit Boxberg-Ahorn, die dem Dekanat Tauberbischofsheim des Erzbistums Freiburg zugeordnet ist.

## Kirchenbau und Ausstattung
Es handelt sich um einen barocken Saalbau mit Dachreiter und polygonalem Abschluss. In einem geohrten Portal mit Nische befindet sich eine Josefsstatue.
Die Kirche verfügt über ein zweistimmiges Geläut der Glockengießerei Bachert aus Karlsruhe. Die beiden Glocken befinden sich in einem mittig über den Eingangsgiebel der Kirche gestellten, hölzernen Dachreiter. Der Dachreiter weist einen achteckigen Grundriss auf.